# Irina Privalova
Irina Anatoljevna Privalova-Sergejeva (Russisch: Ирина Анатольевна Привалова) (Malachowo, 22 november 1968) is een Russische voormalige atlete. Ze gold jarenlang als een van de beste blanke sprintsters ter wereld en is nog altijd in het bezit van het wereldrecord op de 50 m (5,96 s) en de 60 m (6,92 s). Privalova, aanvankelijk uitkomend voor de Sovjet-Unie, begon haar carrière als sprintster en stapte naderhand over op het hordelopen.

## Biografie

### Rode draad
Haar eerste medaille op een internationaal kampioenschap won Irina Privalova in 1991 tijdens de wereldkampioenschappen in Tokio, waar zij als lid van de Russische 4 × 100 m estafetteploeg een zilveren plak veroverde. Sindsdien lopen estafettemedailles als een rode draad door haar atletiekcarrière heen.
Op de Olympische Spelen van Barcelona in 1992 won Privalova als lid van het Gezamenlijk team op de Olympische Spelen van Gemenebest van Onafhankelijke Staten een bronzen medaille op de 100 m achter de Amerikaanse Gail Devers en de Jamaicaanse Juliet Cuthbert. Op de 200 m viel ze met een vierde plaats net buiten de medailles, maar die pijn werd vergoed door een zilveren plak op de 4 × 100 m, die zij veroverde tezamen met haar teamgenotes Olga Bogoslovskaja, Marina Trandenkova en Galina Maltsjoegina.
Een jaar later won Privalova op dit nummer in vrijwel dezelfde teamsamenstelling (met Natalja Voronova in plaats van Marina Trandenkova) een gouden medaille op de WK in Stuttgart. Op de individuele nummers was het dit keer precies andersom als in Barcelona: brons op de 200 en een vierde plaats op de 100 m. Ter afronding nam zij ook nog eens deel aan de 4 × 400 m estafette en hengelde zij met haar teamgenotes een zilveren plak binnen achter het team van de Verenigde Staten. Privalova vertrok derhalve uit Stuttgart met alle kleuren eremetaal om haar nek.

### Dubbelkampioene en atlete van het jaar
In 1994 was Irina Privalova tijdens de Europese kampioenschappen in Helsinki op beide individuele sprintnummers de sterkste. Bovendien veroverde zij met haar 4 × 100 m estafetteteam opnieuw eremetaal in de vorm van een zilveren medaille. Privalova werd dan ook terecht verkozen tot Europees atlete van het jaar en onderscheiden met de Waterford Crystal European Athlete of the Year. Op de EK van Boedapest in 1998 viel zij op dezelfde nummers wederom in de prijzen. Ditmaal werd het goud op de 200, zilver op de 100 en brons op de 4 × 100 m estafette.

### Olympisch kampioene
Tegen het einde van haar carrière stapte Privalova over op de langere afstanden en won zij op de Olympische Spelen van Sydney in 2000 een gouden medaille op de 400 m horden. Met het Russische team behaalde ze deze keer op de 4 × 400 m estafette een bronzen medaille. Privalova overwoog zelfs een overstap naar de 800 m. Door blessures kwam het daar echter niet van.

### Comeback
Op 18 oktober 2007 verraste Irina Privalova vriend en vijand met de aankondiging, dat zij van plan was om terug te keren op het hoogste niveau, de Olympische Spelen van Peking. De 38-jarige Russische vertelde weer goed in vorm te zijn en de komende tijd te willen zien, hoe realistisch haar plan was. Zij liet in het midden op welke atletiekonderdelen zij van plan zich te gaan richten.
In Peking was ze er overigens, ondanks alle goede voornemens van daarvoor, niet bij. Hiermee kwam een definitief einde aan de actieve atletiekloopbaan van Irina Privalova.
Irina Privalova is getrouwd en heeft kinderen.

## Titels
- Olympisch kampioene 400 m horden - 2000
- Wereldkampioene 4 × 100 m - 1993
- Wereldindoorkampioene 200 m - 1993
- Wereldindoorkampioene 400 m - 1995
- Europees kampioene 100 m - 1994
- Europees kampioene 200 m - 1994, 1998
- Sovjet kampioene 100 m - 1989, 1990, 1992
- Sovjet kampioene 200 m - 1992
- Sovjet indoorkampioene 60 m - 1991
- Russisch kampioene 100 m - 1999
- Russisch kampioene 200 m - 1993, 1996, 2002, 2004
- Russisch indoorkampioene 60 m - 1993
- Russisch indoorkampioene 200 m - 1993, 2000
- Russisch indoorkampioene 400 m - 1998, 2000

## Persoonlijke records
Outdoor
| Onderdeel    | Prestatie | Datum             | Plaats    |
| ------------ | --------- | ----------------- | --------- |
| 100 m        | 10,77 s   | 6 juli 1994       | Lausanne  |
| 200 m        | 21,87 s   | 25 juli 1995      | Monaco    |
| 400 m        | 49,89 s   | 30 juli 1993      | Moskou    |
| 800 m        | 2.09,40   | 27 juli 2003      | Moskou    |
| 100 m horden | 13,56     | 2 maart 2000      | Melbourne |
| 400 m horden | 53,02     | 27 september 2000 | Sydney    |
| hoogspringen | 1,72 m    | 1982              |           |
| verspringen  | 6,45 m    | 23 juni 1984      | Tallinn   |

Indoor
| Onderdeel          | Prestatie    | Datum            | Plaats  |
| ------------------ | ------------ | ---------------- | ------- |
| 50 m               | 5,96 s (WR)  | 9 februari 1995  | Madrid  |
| 60 m               | 6,92 s (WR)  | 9 februari 1995  | Madrid  |
| 100 m              | 11,31 s      | 9 februari 1999  | Tampere |
| 200 m              | 22,10 s (ER) | 19 februari 1995 | Liévin  |
| 300 m              | 35,45 s      | 17 januari 1993  | Moskou  |
| 60 m horden        | 8,16 s       | 27 januari 2000  | Moskou  |
| verspringen        | 6,48 m       | 23 februari 1985 | Berlijn |
| hink-stap-springen | 13,72 m      | 26 februari 1989 | Moskou  |

## Prestaties

### 60 m
- 1991:  WK indoor - 7,02 s
- 1993:  WK indoor - 6,97 s
- 1997: 6e WK indoor - 7,88 s

### 100 m
- 1989:  Europacup A - 11,26 s
- 1991: 4e WK - 11,16 s
- 1991:  Europacup A - 11,29 s
- 1992:  OS - 10,84 s
- 1993: 4e WK - 10,96 s
- 1993:  Europacup A - 11,08 s
- 1993:  Grand Prix Finale - 11,09 s
- 1994:  Grand Prix Finale - 11,02 s
- 1994:  EK - 11,02 s
- 1994:  Goodwill Games - 10,98 s
- 1994:  Wereldbeker - 11,32 s
- 1995:  WK - 10,96 s
- 1996: 4e in ½ fin. OS - 11,40 s
- 1996: 6e Grand Prix Finale - 11,14 s
- 1998:  EK - 10,83 s
- 1998:  Europacup A - 11,04 s
- 1998: 7e Grand Prix Finale - 11,27 s
- 1998: 5e Wereldbeker - 11,15 s

### 200 m
- 1991:  WK indoor - 22,41 s
- 1991: 4e WK - 22,28 s
- 1991:  Europacup A - 22,48 s
- 1992: 4e OS - 22,19 s
- 1992:  Grand Prix Finale - 22,06 s
- 1993:  WK indoor - 22,15 s
- 1993:  WK - 22,13 s
- 1993:  Europacup A - 22,30 s
- 1994:  Goodwill Games - 22,23 s
- 1994:  EK - 22,32 s
- 1994:  Wereldbeker - 22,51 s
- 1995:  WK - 22,12 s
- 1996: 3e in serie OS - 22,82 s
- 1998: 5e Wereldbeker - 22,61 s
- 1998:  EK - 22,62 s

### 400 m
- 1994:  Wereldbeker - 50,62 s
- 1995:  WK indoor - 50,23 s

### 400 m horden
- 2000:  OS - 53,02 s

### 4 × 100 m
- 1992:  OS - 42,16 s
- 1996: 4e OS - 42,27 s
- 1998:  EK - 42,73 s

### Golden League-podiumplaatsen
100 m
- 1998:  ISTAF – 11,12 s

400 m horden
- 2000:  Herculis - 54,06 s

## Onderscheidingen
- Europees atlete van het jaar - 1994

1984: Nawal El Moutawakel ·
1988: Debbie Flintoff-King ·
1992: Sally Gunnell ·
1996: Deon Hemmings ·
2000: Irina Privalova ·
2004: Fani Chalkia ·
2008: Melaine Walker ·
2012: Lashinda Demus ·
2016: Dalilah Muhammad ·
2020: Sydney McLaughlin ·
2024: Sydney McLaughlin-Levrone
1983 Gladisch, Koch, Auerswald, Göhr · 
1987 Brown, Williams, Griffith-Joyner, Marshall · 
1991 Duhaney, Cuthbert, McDonald, Ottey · 
1993 Bogoslovskaja, Maltsjoegina, Voronova, Privalova · 
1995 Mondie-Milner, Guidry-White, Gaines, Torrence · 
1997 Gaines, Jones, Miller, Devers · 
1999 Fynes, Sturrup, Davis-Thompson, Ferguson · 
2001 Paschke, G. Rockmeier, B. Rockmeier, Wagner · 
2003 Girard, Hurtis-Houairi, Félix, Arron · 
2005 Daigle, Lee, Barber, Williams · 
2007 Williams, Felix, Barber, Edwards · 
2009 Facey, Fraser, Bailey, Stewart · 
2011 Knight, Felix, Myers, Jeter · 
2013 Russell, Stewart, Calvert, Fraser-Pryce · 
2015 Campbell-Brown, Morrison, Thompson, Fraser-Pryce · 
2017 Brown, Felix, Akinosun, Bowie · 
2019 Whyte, Fraser-Pryce, Smith, Jackson · 
2022 Jefferson, Steiner, Prandini, Terry · 
2023 Davis, Terry, Thomas, Richardson